# 普天頌讚

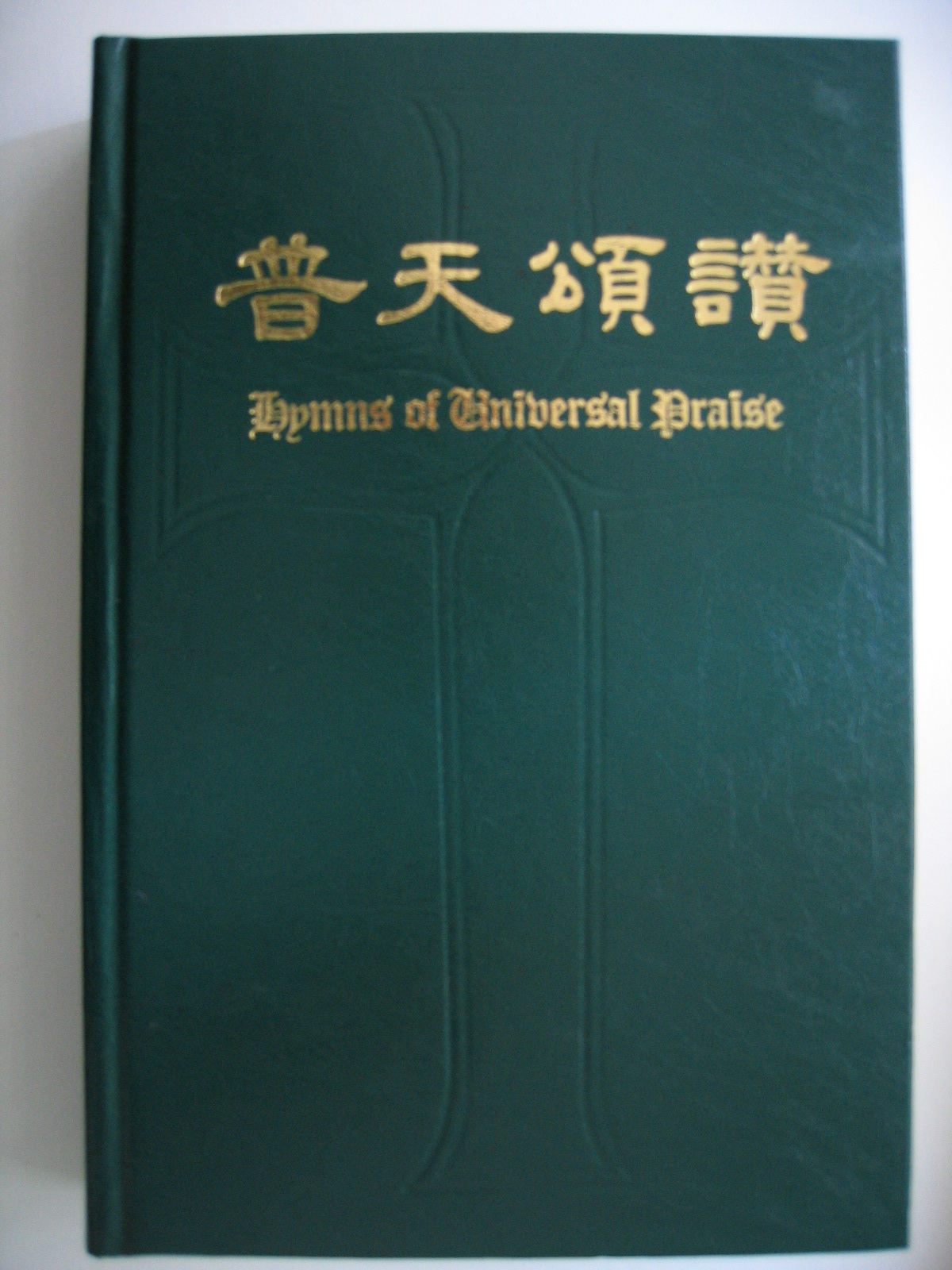
普天頌讚修訂版(1977)
1977年出版的修訂本有680首詩歌。

《普天頌讚》 是一本中国基督教新教各大公會的聯合詩歌集，初版於1936年由廣學會出版。

## 歷史背景
此詩歌集起源於1922年5月2日至12日在上海舉行的「基督教全國大會」，在需求殷切及宗派間的共識下，各宗派集合當時所用的詩集，並委派六宗派的代表以《頌主詩集》作底本，約在1936年編輯成了《普天頌讚》，由廣學會於上海出版。
這本中英文版詩歌集最初由六個公會，委派代表組成了一個「六公會聯合聖歌委員會」來負責編訂，現在由香港基督教文藝出版社負責出版。原來的六公會是：
- 中華基督教會全國總會 (Church of Christ in China)
- 中華聖公會 (Chung Hwa Sheng Kung Hwei)
- 美以美會 (Methodist Episcopal Church, North)
- 華北公理會 (North China Kung Li Hui)
- 華東浸禮會 (East China Baptist Convention)
- 監理會 (Methodist Episcopal Church, South)[1]

到1970年，下列每間教會派出2名代表組成普天頌讚諮詢委員會：
- 中華基督教會香港區會 (The Hong Kong Council of the Church of Christ in China)
- 聖公會港澳教區 (The Anglican Church, Hong Kong and Macao Diocese)
- 中華基督教循道公會 (The Chinese Methodist Church)
- 衛理公會（The Wei Li Kung Hui (The Methodist Church)）
- 潮語浸信會 (The Swatow Baptist Church)[1]

第一修定本於1977年由基督教文藝出版社在香港出版。該修定本的主編是黃永熙博士。

## 《普天頌讚》新修訂版

普天頌讚新修訂版（2006）

《普天頌讚》新修訂版在2006年9月30日面世，由中華基督教會香港區會、香港聖公會、循道衛理聯合教會派出代表組成的新修訂版編輯委員會編成。新修訂本有916首詩歌，144篇詩篇，並在索引上有經文、分題、禱文標題、禮儀、節慶、版權所有者等不同索引。
新修訂版比1977年的修訂本較具特色，其中為舊歌譜上新詞新調，增加教會年曆中節期的用詩，採納不同時代、風格、頌唱、重句、啟應等方式為詩篇裡的詩譜寫成曲，增加禮儀用途詩歌和聖頌的數量，加入在二十世紀後期興起的讚美短歌：萬民頌歌與靈歌。會聚使用本由純簡譜修訂成旋律五線譜加配簡譜，在詩歌版面加入聖經經文。
新修訂版亦就歷史時代及音樂風格的比重作出必須的大幅刪減，為舊歌的神學觀念與詩詞作審查，為艱澀字句附以註釋、注音，中文譯詞則更注意執著修辭的神學語意，不用「上帝」，而選用「上主」等更大公的用語，英文譯詞則對主神的稱號代名詞（Thine, Thou）原詞，在不影響頭韻或韻脚的情況下予以更新。新修訂版詩歌的中文歌名亦有重新選取，旨在表達詩歌主要內容。

## 外部連結
- 普天頌讚初版序 （页面存档备份，存于）
- 基督教文藝出版社
- 香港聖公會 （页面存档备份，存于）
- 中華基督教會香港區會 （页面存档备份，存于）
- 香港基督教循道衛理聯合教會 （页面存档备份，存于）
- 范天祥博士及夫人、周廷傑、芮淘菴 譯 :《普天頌讚精選 = Eleven Original Chinese Hymns Selected from Hymns of Universal Praise》. 香港 : 基督教輔僑出版社. （页面存档备份，存于）  基督教文藝出版社藏書,  香港浸會大學圖書館. 華人基督宗教文獻保存計劃.
- 六公會聯合聖歌委員會:《普天頌讚（文字版） = Hymn of Universal Praise (Words Only)》. 上海 : 廣學會. （页面存档备份，存于）  基督教文藝出版社藏書,  香港浸會大學圖書館. 華人基督宗教文獻保存計劃.